# Оксидоредуктазы
Оксидоредукта́зы (КФ1) — отдельный класс ферментов, катализирующих лежащие в основе биологического окисления реакции, сопровождающиеся переносом электронов с одной молекулы (восстановителя — акцептора протонов или донора электронов) на другую (окислитель — донор протонов или акцептор электронов).

## Катализируемые реакции
Реакции, катализируемые оксидоредуктазами, в общем виде выглядят так:
A− + B → A + B−
Где A — восстановитель (донор электронов), а B — окислитель (акцептор электронов)
В биохимических превращениях окислительно-восстановительные реакции иногда выглядят сложнее. Вот, например, одна из реакций гликолиза:
Pн + глицеральдегид-3-фосфат + НАД+ → НАД · H + H+ + 1,3-бисфосфоглицерат
Здесь в качестве окислителя выступает НАД+, а глицеральдегид-3-фосфат является восстановителем.

## Номенклатура
Систематические названия ферментов класса образуются по схеме «донор:акцептор + оксидоредуктаза». Однако широко используются и другие схемы именования. Когда возможно, ферменты называют в виде «донор + дегидрогеназа», например, глицеральдегид-3-фосфатдегидрогеназа для второй реакции выше. Иногда название записывается как «акцептор + редуктаза», например НАД+-редуктаза. В частном случае, когда окислителем является кислород, название может быть в виде «донор + оксидаза».

## Классификация
Согласно международной классификации и номенклатуре ферментов оксидоредуктазы относятся к 1 классу, в пределах которого выделяют двадцать два подкласса:
- КФ 1.1 включает ферменты, взаимодействующие с CH—OH группой доноров;
- КФ 1.2 включает ферменты, взаимодействующие с альдегидной или оксо-группой доноров;
- КФ 1.3 включает ферменты, взаимодействующие с CH—CH группой доноров;
- КФ 1.4 включает ферменты, взаимодействующие с CH—NH2 группой доноров;
- КФ 1.5 включает ферменты, взаимодействующие с CH—NH группой доноров;
- КФ 1.6 включает ферменты, взаимодействующие с НАД · H или НАДФ · H;
- КФ 1.7 включает ферменты, взаимодействующие с другими азотосодержащими соединениями в качестве доноров;
- КФ 1.8 включает ферменты, взаимодействующие с серосодержащей группой доноров;
- КФ 1.9 включает ферменты, взаимодействующие с гемовой группой доноров;
- КФ 1.10 включает ферменты, взаимодействующие с дифенолами и родственными соединениями в качестве доноров;
- КФ 1.11 включает ферменты, взаимодействующие с пероксидом в качестве акцептора (пероксидазы);
- КФ 1.12 включает ферменты, взаимодействующие с водородом в качестве донора;
- КФ 1.13 включает ферменты, взаимодействующие с одиночными донорами со встраиванием молекулярного кислорода (оксигеназы);
- КФ 1.14 включает ферменты, взаимодействующие с парными донорами со встраиванием молекулярного кислорода;
- КФ 1.15 включает ферменты, взаимодействующие с супероксид-радикалами в качестве акцепторов;
- КФ 1.16 включает ферменты, окисляющие ионы металлов;
- КФ 1.17 включает ферменты, взаимодействующие с CH или CH2 группами;
- КФ 1.18 включает ферменты, взаимодействующие с железосерными белками в качестве доноров;
- КФ 1.19 включает ферменты, взаимодействующие с восстановленным флаводоксином в качестве донора;
- КФ 1.20 включает ферменты, взаимодействующие с фосфором или мышьяком в качестве донора;
- КФ 1.21 включает ферменты, взаимодействующие с молекулами вида X—H и Y—H с образованием связи X—Y;
- КФ 1.97 включает другие оксидоредуктазы.